# Croc: Legend of the Gobbos
Croc: Legend of the Gobbos (другие названия — Croc или Croc! Pau-Pau Island (яп. クロック!パウパウアイランド) в Японии) — видеоигра жанра 3D-платформер, разработанная компанией Argonaut Software и выпущенная компаниями Fox Interactive (в США и Европе) и MediaQuest (в Японии) для Playstation, Sega Saturn, Windows в 1997 году. В 2000 году упрощённая до двухмерного платформера игра была выпущена компанией THQ для портативного игрового устройства Game Boy Color. Является первой в дилогии Croc.

## Сюжет
Действие игры разворачивается на небольшой группе островов, населённых миролюбивыми гоббосами — маленькими пушистыми хвостатыми существами. В один солнечный день король гоббосов увидел, что к берегам его острова прибило небольшую корзину. Когда король со своими подданными вытащил корзину на сушу, то оказалось, что в ней находится маленький крокодильчик. Крокодильчик, которого местные жители назвали Кроком, рос вместе с гоббосами, несмотря на то, что с возрастом он стал в несколько раз крупнее их.
Но однажды спокойствие островов гоббосов было нарушено вторжением злодея Барона Данте вместе с сонмом его приспешников — демонов Дантинисов. Данте пленил бо́льшую часть гоббосов, в том числе и их короля, однако, Кроку удалось спастись. Теперь он — единственная надежда на спасение гоббосов, ему предстоит обойти все острова один за другим и остановить Барона Данте и его многочисленных помощников.

## Игровой процесс
Croc: Legend of the Gobbos является типичным трёхмерным платформером в стиле игр Super Mario 64 или Crash Bandicoot. Протагонист игры — антропоморфический крокодильчик Крок, который может передвигаться по трёхмерным локациям в любом направлении, хотя и в пределах, ограниченных непроходимыми горами или стенами. Крок умеет прыгать, сражать взмахом хвоста врагов или обрушиваться на неприятеля или объекты сверху. На каждом уровне находятся разбиваемые ящики, хранящие в себе бонусные объекты или гоббосов.

Один из начальных уровней на Playstation

Среди бонусных объектов — сердечки, добавляющие игровую жизнь, ключи, необходимые для открытия некоторых дверей и клеток с гоббосами, сами гоббосы, разноцветные и одноцветные алмазы. Разноцветные радужные алмазы встречаются наиболее часто. Как и в играх серии Sonic (там вместо алмазов специальные колечки), их наличие у Крока необходимо, чтобы пережить столкновение с врагом, падение в лаву и т. п. Как и в «Сонике», при таком столкновении алмазы рассыпаются во все стороны и исчезают, если их тут же не подобрать. Если при падении в лаву или контакте с неприятелем алмазов у Крока нет, то он теряет одну игровую жизнь и уровень начинается с начала.
Каждый из основных уровней игры можно пройти двумя способами: обычным — для этого надо лишь дойти до конца уровня и ударить в гонг, или собрав пять однотонных кристаллов и открыть находящуюся в конце уровня дверь, ведущую в секретную локацию уровня. Всего игра состоит из 40 уровней, разбитых на четыре этапа-острова — горный остров, снежный остров, пустынный остров и остров-замок. Уровни строятся следующим образом: три обычных уровня, уровень с боссом — особо сильным противником и секретный уровень, доступный только в том случае, если на предыдущих трёх обычных этапах спасены все 6 гоббосов. Затем опять три простых уровня, уровень с боссом, секретный уровень и остров пройден. На секретных островах может быть найден особый предмет — кусочек пазла. Если собрать 8 таких (то есть пройти все секретные уровни игры), то после прохождения игры, игроку становится доступен пятый — секретный остров, состоящий из пяти дополнительных уровней.

## Версии игры

Croc на Game Boy Color

Версии игры для Playstation, Sega Saturn, Windows являются полностью идентичными друг другу. Отличается от них только более поздний вариант игры для Game Boy Color, упрощённый до двухмерного платформера и выпущенный под названием «Croc». Основные принципы были, однако, сохранены — игра всё так же разбита на этапы-острова (всего 30 уровней), присутствуют те же противники и боссы, Крок так же собирает алмазы и гоббосов. Хотя в некоторых моментах геймплей всё же претерпел изменения: так, при столкновении с врагом алмазы не рассыпаются, как в оригинале, а всего лишь уменьшается их количество, каждый раз на одну единицу.

## Критика
| Русскоязычные издания | Русскоязычные издания |
| Издание               | Оценка                |
| --------------------- | --------------------- |
| StopGame.ru           | «Похвально»           |

В целом игра была встречена критиками довольно положительно. Почти во всех рецензиях она получила оценки высокие и выше среднего, за исключением версии для Game Boy Color, оценённой более низко. Так по версии веб-сайта, посвящённого каталогизации компьютерных игр MobyGames, средняя оценка Croc: Legend of the Gobbos на основе нескольких отзывов составляет: 80/100 для Playstation, 77/100 для Windows, 74/100 для Sega Saturn и всего 52/100 для Game Boy Color.

### Рецензии
Playstation
- Англоязычный сайт Absolute Playstation поставил игре достаточно высокую оценку 91 %, в том числе — 18/20 за графику игры, 9/10 за музыку и звук и 46/50 за геймплей. Все аспекты игры были положительно отмечены рецензентом — замечательная графика, достигающая высот Super Mario 64, качественная музыка, общая запись которой превышает 2 часа, интересный и разнообразный геймплей, объединяющий в себе принципы игр серий Sonic и Mario[12].
- Так же весьма высокие 8,0/10 баллов игра получила на сайте IGN. Игра была названа интересной и симпатичной, но не особо выделяющейся в своём жанре. В конце рецензии отмечается, что если вы являетесь новичком, то игра вам определённо понравится, однако, если вы имеете достаточный опыт в этом жанре, то лучше поискать что-то другое[13].

Sega Saturn
- Англоязычный веб-сайт Gamerevolution поставил приключениям Крока оценку «B» (при максимальном A+ и минимальном F-), отметив качественную графику и звуковые эффекты. Основным минусом Croc: Legend of the Gobbos в отзыве было названо неудачное управление, при этом, как сказано на сайте, если в играх вроде Nights в данном случае помогает управление аналоговым стиком, то тут это делает управление главным героем ещё более проблематичным[14].
- Неудачное управление игры было отмечено и в отзыве на сайте Defunct Games. Рецензент пишет, что если бы не данный минус, оценка игры с 75 % поднялась бы до 90 %. Геймплей же игры и остальные её аспекты были отмечены положительно, а сама игра названа похожей своим стилем на Super Mario 64[15].

Windows
- На сайте «Gaming Entertainment Monthly» Croc: Legend of the Gobbos получила оценку 85 % и названа одной из первых игр консольного типа, появившейся на персональном компьютере. Как и во многих других рецензиях, игра была сравнена по своему стилю с Mario 64, а отдельно было отмечено, что основной минус консольной версии игры — неудобное управление, было удачно исправлено при переносе на компьютер и играть Croc на клавиатуре стало намного удобнее[16].

Game Boy Color
- В отличие от консольной версии Крока, портативный вариант удостоился на сайте IGN всего 5 баллов из 10 и был назван неудачным и не стоящим того, чтобы его приобретать — даже несмотря на то, что быстрый игровой процесс выгодно отличает Croc от игр вроде The Muppets или Rugrats[17].
- Ещё более критичный отзыв на Croc появился на сайте коммерческой информационной базы данных компьютерных игр Allgame, где игра получила лишь 1,5 звёздочки-балла из 5 возможных, в том числе — по 2,5/5 за графику и звук, 1,5/5 за игровой процесс и 1/5 за фактор повторного прохождения (англ. Replay Value). По мнению автора отзыва, в игре нет ничего примечательного, кроме главного героя франчизы, которую компания Argonaut Software пытается продвинуть на рынке. Кроме того, игра была названа им медленной, слишком лёгкой и бедно озвученной[18].

## Создание
Основанная в 1982 году компания Argonaut Games до работы над Croc: Legend of the Gobbos выпустила около 20 разных игр для домашних компьютеров и игровых систем, в том числе — Starglider, Star Fox, Creature Shock, The Ren & Stimpy Show: Fire Dogs и другие. Однако это был первый проект компании для приставок Playstation и Sega Saturn. По словам Джез Сана — основателя и директора Argonaut Games, первые наброски к игре появились ещё в октябре 1995 года. Изначально планировалось сделать гоночную игру с элементами платформера с героями-динозаврами, но постепенно от гонок в ней становилось всё меньше и в итоге было принято решение делать полноценный трёхмерный платформер. Всего над Кроком работало 26 человек, включая самого Сана.
Источником вдохновения, по словам Джеза, стал целый ряд более ранних платформеров, в том числе игры серий Sonic и Mario, а дополнительным источником — идеи японского геймдизайнера Сигэру Миямото, с которым Argonaut Games знакома ещё со времён разработки Star Fox и чипа Super FX.
Разработчики Argonaut Games отказались от стандартного программного обеспечения Sony и использовали собственный игровой движок с поддержкой трёхмерной полигональной графики — BRender. Одной из главных проблем разработки, на которую ушло большая часть времени, было выработать наиболее идеальный механизм камеры слежения за героем — так, чтобы игровой процесс для играющего постоянно освещался с удобного угла.
Отдельное внимание было уделено звуковым эффектам и музыкальному сопровождению игры — скомпонировано более 60 музыкальных записей общей продолжительностью более двух часов. Для того, чтобы все они уместились на диске с игрой, была разработана специальная техника сжатия, позволяющая добиться минимальной потери качества звучания. Композитором игры является Джастин Шарвона, среди работ которого, а их более 50, такие игры как Last Ninja 3, The Godfather: The Action Game, FX Fighter, Harry Potter and the Chamber of Secrets, Bionicle и Alien Resurrection, принёсшая ему «Edge Audio Achievement Award 2000». В записи музыки приняли участие музыканты Ноэль Лэнгли (труба) и Терл Брайант (ударные инструменты).